# Abdessadak Chkara
Abdessadak Chkara, auch Chekara, Chakara, Chqara (arabisch عبد الصادق شقارة, DMG ʿAbd aṣ-Ṣādiq Šaqāra; * 4. Dezember 1931 in Tétouan; † 30. Oktober 1998 ebenda) war einer der bekanntesten marokkanischen Musiker. Er gilt als einer der ersten, die Flamenco mit der andalusisch-arabischen Musik verbunden haben.

## Diskographie
- 1969: Monodia cortesana medieval, S.XII-XIII y música arabigo-andaluza, S.XIII (mit Atrium Musicae; LP, Hispavox, Madrid; 1994 als CD erschienen)
- 1984: Chekara con la Orquesta Tetuán (MC, Ariola Eurodisc, Barcelona)

## Bekannte Lieder
- Bent Bladi